# Замок Блэкнесс
Замок Блэкнесс (англ. Blackness Castle) — находится на берегу реки Форт, в области Фолкерк, в Шотландии. Замок открыт на протяжении всего года.

## История
Первые упоминания о замке относятся к 1449 году. Его построил сэр Джордж Крайтон, 1-й граф Кейтнесса, и шериф расположенного неподалёку города Линлитгоу.
В 1453 году, когда окружающие Блэкнесс земли были конфискованы Яковом II, замок отошёл короне и долгое время использовался в качестве тюрьмы.
Наиболее известными узниками Блэкнесса были кардинал Дэвид Битон, заключённый в 1543 году, и Арчибальд Дуглас, граф Ангус, которого содержали в замке годом позже. Помимо них в замке отбывали наказание ковенантеры.
В 1530 году замок был значительно укреплён, что однако не помешало Оливеру Кромвелю захватить его во время вторжения в Шотландию и нанести серьёзные повреждения. Спустя 10 лет Блэкнесс был восстановлен и вновь превратился в тюрьму, а в 1693 году был существенно перестроен.
После акта об объединении 1707 года в замок перестали отправлять заключённых. Некоторое время его охранял небольшой гарнизон, а главная башня была отдана под казармы. В 1759—1815 годах, в период военных конфликтов с Францией, Блэкнесс использовался в качестве тюрьмы для французских пленных. В 1912 году замок перешёл под опеку государства, и между 1926 и 1935 годом в замке прошли реставрационные работы, в ходе которых сооружения XIX века были снесены.
Впоследствии замок стал национальной достопримечательностью, открытой для публичного осмотра, и перешёл под охрану организации Historic Environment Scotland.
В замке снимались некоторые сцены фильма Франко Дзеффирелли «Гамлет» (1990), а также сцены фильма «Судный день» Нила Маршала (2008).
Замок также послужил местом натурных съёмок первого сезона сериала «Чужестранка» канала «Starz».